# Rende Calcio 1968
Maillots
Actualités
Le Rende Calcio 1968 est le club de football de la ville de Rende, dans la province de Cosenza, en Calabre. 

## Historique
Fondé en 1968, le club a disputé plusieurs fois les championnats professionnels, la dernière fois en 2006-2007 (Serie C2, groupe C).  En 2009, il est promu en excellence régional (Calabre).
En 2014-2015, il évolue en Serie D, en 2018-2019 en Serie C.

## Identité du club

### Changements de nom
- 1968-2017 : Rende Calcio
- 2017- : S.S. Rende

### Logo

Évolution du logo
Logo jusqu'en 2007
Logo de 2007 à 2016
Logo depuis 2017